# Liên họ Chuột nang
Siêu họ Chuột nang hay Siêu họ Chuột túi má (danh pháp khoa học: Geomyoidea) là một siêu họ trong bộ Gặm nhấm (Rodentia) chứa các loài chuột nang (chuột túi má) (họ Geomyidae), chuột bùi má (họ Heteromyidae) cùng các họ hàng đã hóa thạch của chúng.

## Đặc trưng
Mặc dù không giống nhau về tổng thể bề ngoài, nhưng chuột nang vẫn được hợp nhất với chuột kangaroo vào cùng một siêu họ trong suốt một thời gian dài. Siêu họ Geomyoidea là một trong số ít các nhóm động vật gặm nhấm mà các mối quan hệ trong nội bộ nhóm không gặp nhiều mâu thuẫn. Hình thái chung, các mẫu hóa thạch, các phân tích phân tử và địa sinh học tất cả đều hỗ trợ mối quan hệ này.
Các động vật dạng chuột nang có đặc trưng đáng chú ý là vị trí của ống cận hốc mắt (canalis infraorbitalis). Không giống như tất cả các nhóm động vật gặm nhấm còn lại với khe hở của ống cận hốc mắt quay về phía trước, động vật dạng chuột nang có ống cận hốc mắt quay về phía bên. Thay vì đi qua xương gò má, ống cận hốc mắt của chúng dịch chuyển sang bên của mõm. Trạng thái này là rất rõ nét và mõm của chúng là quá hẹp ở động vật dạng chuột kangaroo đến mức các ống cận hốc mắt từ cả hai bên nối liền nhau. Về bản chất, nếu như hộp sọ của động vật dạng chuột kangaroo được nhìn từ phía bên thì người quan sát có thể nhìn trực tiếp xuyên qua nó.
Các dạng chuột nang ngày nay chủ yếu phân bố ở Bắc Mỹ, nhưng một số loài có phạm vi sinh sống trải rộng tới Nam Mỹ kể từ khi diễn ra Đại trao đổi châu Mỹ. Các nhóm hóa thạch đã được biết tới trong suốt Laurasia.

## Quan hệ với các nhóm gặm nhấm khác
Động vật dạng chuột nang có thể được coi hoặc là động vật dạng sóc hay động vật dạng chuột, phụ thuộc vào từng tác giả. Cơ cắn của chúng không đi ngang qua ống cận hốc mắt; nó không thể là do vị trí của ống này. Một số tác giả coi động vật dạng chuột nang có họ hàng gần với sóc, hải ly, hải ly núi trên cơ sở của điều này.
Cơ cắn không gắn trực tiếp phía sau cung gò má theo kiểu như ở động vật dạng sóc. Một số tác giả vì thế coi động vật dạng chuột nang là động vật dạng chuột, dựa trên cơ sở của điều này. Điều đó gợi ý rằng động vật dạng chuột nang có thể có quan hệ họ hàng với chuột, chuột nhảy, và có lẽ cả chuột sóc.

## Phân loại
Họ Eomyidae có thể coi là thành viên của siêu họ Geomyoidea hoặc của siêu họ tách biệt với danh pháp Eomyoidea cùng trong phạm vi cận bộ Geomorpha. Các họ Florentiamyidae và Heliscomyidae thông thường được đặt trong siêu họ Geomyoidea không phụ thuộc vào việc Eomyidae thuộc siêu họ nào . McKenna và Bell (1997)  không công nhận nhóm Heliscomyidae như là một họ riêng biệt và đặt 1 hoặc 2 chi của nhóm này trong siêu họ Geomyoidea như là các chi có vị trí không chắc chắn (incertae sedis). Đôi khi, các loài chuột nang và chuột kangaroo được đặt như là các phân họ tách biệt trong một họ (Geomyidae). Các phân họ này được gọi tương ứng là Geomyinae và Heteromyinae.
- Siêu họ Geomyoidea
  - Chi †Griphomys (incertae sedis)
  - Chi †Meliakrouniomys (incertae sedis)
  - Họ †Eomyidae
  - Họ †Heliscomyidae
  - Họ †Florentiamyidae
  - Họ Geomyidae – chuột nang (chuột túi má)
  - Họ Heteromyidae – chuột nùi má

Cây phát sinh loài dưới đây chỉ ra mối quan hệ liên họ trong siêu họ Geomyoidea, lấy theo Korth và ctv. (1991):
|  | †Florentiamyidae                                                                         |
|  |                                                                                          |
|  | \| \| Geomyidae (chuột nang) \| \| \| \| \| \| Heteromyidae (chuột kangaroo) \| \| \| \| |
|  |                                                                                          |
|  | Geomyidae (chuột nang)                                                                   |
|  |                                                                                          |
|  | Heteromyidae (chuột kangaroo)                                                            |
|  |                                                                                          |

|  | Geomyidae (chuột nang)        |
|  |                               |
|  | Heteromyidae (chuột kangaroo) |
|  |                               |

|  | †Florentiamyidae                                                                         |
|  |                                                                                          |
|  | \| \| Geomyidae (chuột nang) \| \| \| \| \| \| Heteromyidae (chuột kangaroo) \| \| \| \| |
|  |                                                                                          |
|  | Geomyidae (chuột nang)                                                                   |
|  |                                                                                          |
|  | Heteromyidae (chuột kangaroo)                                                            |
|  |                                                                                          |

|  | Geomyidae (chuột nang)        |
|  |                               |
|  | Heteromyidae (chuột kangaroo) |
|  |                               |

|  | †Florentiamyidae                                                                         |
|  |                                                                                          |
|  | \| \| Geomyidae (chuột nang) \| \| \| \| \| \| Heteromyidae (chuột kangaroo) \| \| \| \| |
|  |                                                                                          |
|  | Geomyidae (chuột nang)                                                                   |
|  |                                                                                          |
|  | Heteromyidae (chuột kangaroo)                                                            |
|  |                                                                                          |

|  | Geomyidae (chuột nang)        |
|  |                               |
|  | Heteromyidae (chuột kangaroo) |
|  |                               |

|  | †Florentiamyidae                                                                         |
|  |                                                                                          |
|  | \| \| Geomyidae (chuột nang) \| \| \| \| \| \| Heteromyidae (chuột kangaroo) \| \| \| \| |
|  |                                                                                          |
|  | Geomyidae (chuột nang)                                                                   |
|  |                                                                                          |
|  | Heteromyidae (chuột kangaroo)                                                            |
|  |                                                                                          |

|  | Geomyidae (chuột nang)        |
|  |                               |
|  | Heteromyidae (chuột kangaroo) |
|  |                               |